# Quercus splendens
Quercus splendens är en bokväxtart som beskrevs av Luis Née. Quercus splendens ingår i släktet ekar, och familjen bokväxter. Inga underarter finns listade i Catalogue of Life.